# Goodyear (Arizona)
Goodyear ist eine US-amerikanische Stadt im Maricopa County des Bundesstaats Arizona.
Sie hat 95.294 Einwohner (Volkszählung 2020, U.S. Census Bureau) auf einer Fläche von 301,6 km². Die Stadt liegt bei den geographischen Koordinaten 33,435° Nord, 112,357° West und ist somit nur wenige Meilen vom Zentrum der Hauptstadt Phoenix entfernt.
Die Stadt ist nach der Goodyear Tire & Rubber Company benannt, die auf dem Gelände der heutigen Stadt Baumwolle für ihre Reifen angebaut hat.
Mit durchschnittlich 300 Sonnentagen im Jahr ist der Ort besonders für die Flugausbildung geeignet. Am Flughafen von Goodyear (Phoenix Goodyear Airport) befand sich deshalb bis zum Januar 2022 auch das Airline Training Center Arizona (ATCA) der Lufthansa Flight Training. Die deutsche Luftwaffe und Marine bilden hier ebenso aus wie das britische Oxford Aviation Training Center.
Goodyear befindet sich südlich der Interstate 10 und durch die Stadt verläuft die Arizona State Route 85.

## Gliederung
Die Gemeindestruktur von Goodyear ist aufgelöst. Die Ortsteile Avondale und Litchfield im Norden sind mit Phoenix verschmolzen. Die kleinen abgesetzten Siedlungen Liberty und Estrella liegen am Gila River, deutlich abgesetzt. Der Gemeindeteil Mobile liegt fast 40 km südlich und ist nicht direkt durch Straßen mit den anderen Gemeindeteilen verbunden. Dazwischen liegt die Sierra Estrella, ein Wüstengebirge.

## Einwohnerentwicklung
| Jahr | Einwohner¹ |
| ---- | ---------- |
| 1990 | 6.258      |
| 2000 | 18.911     |
| 2010 | 65.225     |
| 2020 | 95.294     |

¹ 1990–2020: Volkszählungsergebnisse